# Heliocopris mimus
Heliocopris mimus là một loài bọ cánh cứng trong họ Bọ hung (Scarabaeidae).